# Yokosuka MXY5
Yokosuka MXY5 — военный транспортный планёр Императорского флота Японии. В 1943 году было построено 15 планёров двух модификаций, однако в боевых действиях они не использовались.

## История создания
В августе 1941 года Императорский флот Японии заказал фирме Yokosuka разработку военного планёра, управляемого 2 пилотами и способного перевозить 11 человек или 1000 кг груза. Планёр был построен в 1942 году и по итогам испытаний флот заказал постройку 12 машин названных MXY5. Планёры строились на заводе фирмы Nippon Hikoki KK в 1943 году. В дальнейшем дополнительно были собраны 3 планера с лёгкой противопульной броней, эта модификация получила название MXY5a.

## Модификации
- MXY5 — базовая модификация
- MXY5a — планёр оборудованный лёгкой броней защищавшей от стрелкового оружия.

## Конструкция
В конструкции Yokosuka MXY5 использовались детали из дюралюминия, что было не характерно в то время для планёров такого класса. Крыло имело закрылки.

### Технические характеристики
- Экипаж: 2
- Длина: 12,50 м
- Размах крыла: 18,00 м
- Высота: 4 м
- Площадь крыла: 44,00 м²
- Профиль крыла:
- Масса пустого: 1 600 кг
- Масса снаряженного:
- Нормальная взлетная масса:
- Максимальная взлетная масса: 2 700 кг
- Полезная нагрузка 11 десантников или 1000 кг груза[1]